# Distrito electoral (Estados Unidos)
Un distrito electoral en los Estados Unidos, también llamado precinto (por traducción directa del término en inglés precinct), es el nivel más bajo en el que se divide una circunscripción electoral en los Estados Unidos. Las distintas divisiones electorales como los distritos congresuales o los distritos para el condado o municipio se suelen dividir en estos "precintos" y cada dirección postal se asigna a un distrito electoral específico. Cada distrito electoral tiene un lugar de votación propio al que los habitantes acuden a votar, pudiendo suceder que más de un distrito comparta el mismo centro de votación. 
Una informe de la Comisión de Asistencia Electoral de los Estados Unidos de 2004 determinaba que el tamaño medio de un distrito electoral en los Estados Unidos era aproximadamente de 1.100 votantes registrados. Kansas tenía el distrito promedio más pequeño con 437 electores por distrito y el Distrito de Columbia el mayor tamaño promedio con 2.704 electores. 
Los distritos electorales por lo general no tienen sus propias autoridades gubernamentales pero en algunos estados como Ohio, los votantes dentro de un distrito electoral pueden por iniciativa o referéndum votar leyes como por ejemplo sobre el control de las bebidas alcohólicas, que serían aplicables solamente dentro de ese distrito electoral (denominadas "elecciones de opción local"). Cuando los límites de un distrito se redibujan, el resultado del esas elecciones se mantiene vigente dentro de las áreas que formaban el distrito, sin embargo no son vinculantes a las nuevas áreas añadidas después de que se produjera la votación. Además, en Alabama, en aquellos condados que no han abolido la figura del Condestable; estos son elegidos por cada distrito electoral. 
En los estados de Nebraska e Illinois, los distritos electorales son las divisiones territoriales de primer nivel de alguno de sus condados, siendo Nebraska el estado con más distritos electorales con 646 distritos electorales e Illinois con 274.
Dentro de los partidos políticos, un miembro, designado como oficial del distrito o comisionado del distrito, es elegido mediante votación o por el comité ejecutivo del partido en el distrito para representar a los habitantes de ese distrito dentro del partido. Estos representantes informan al partido sobre como se sienten los votantes al respecto de los candidatos o sobre algún tema específico, además de animar al voto. 